# 欧仁·杜布瓦
玛丽·欧仁·弗朗索瓦·托马斯·杜布瓦（法語：Marie Eugène François Thomas Dubois，1858年1月28日—1940年12月16日），荷兰古人类学家。他是最早科学系统研究人类化石的学者，以发现爪哇猿人也就是最早的直立人（Homo erectus，杜布瓦命名为“Pithecanthropus erectus”，即“直立猿人”）化石闻名于世。

## 生平经历
欧仁·杜布瓦出生在荷兰林堡省的埃伊斯登村，他的父亲让-约瑟夫-巴尔塔萨-杜布瓦是一名药剂师，后来成为市长。欧仁自幼对自然界的所有现象都很感兴趣，他收集了植物部分、石头、昆虫、贝壳和动物头骨。从12-13岁开始，他在林堡省的鲁尔蒙德市上学，寄宿在那里的一个家庭，然后他就辍学了。在鲁尔蒙德，他参加了由德国生物学家卡尔·福格特举办的关于查尔斯-达尔文的进化论讲座。
1877年在阿姆斯特丹大学学习医学。在学生时代，他在阿姆斯特丹国家博物馆（Rijksmuseum Amsterdam）内的两所全新的艺术学校（1880年成立）教授解剖学，即国家应用艺术学校（Rijksschool voor Kunstnijverheid）和国家绘画指导师师范学校（Rijksnormaalschool voor Teekenonderwijzers）。
1884年，他完成了他的医学学位。他拒绝了乌特勒支大学提供的一个讲师职位。相反，在他的解剖学导师马克斯·弗林格的邀请下，他决定作为一名学者进行研究性工作。从1881年到1887年，他学习了比较解剖学，并成为弗林格的助手。1885年，他研究了脊椎动物的喉部，这使他提出了器官进化的假说。然而，他的主要兴趣是人类的进化，受到恩斯特·海克尔的影响，他推断在猿人和人类之间一定有中间物种。
在比利时斯比镇新发现的尼安德特人化石的启发下，他利用假期在其出生地附近进行化石狩猎。1881年在Rijckholt村附近的Henkeput，他发现了一个史前燧石矿，在那里发现了一些史前人类头骨。
他推断人类的起源一定在热带地区，于是在1887年加入了荷兰军队，并安排被派往荷属东印度群岛（即现在独立的印度尼西亚的荷兰殖民地），这让他的学术同僚感到很失望。他带着妻子和刚出生的女儿搬到该殖民地，寻找人类进化中的缺失环节。(他坚定不移地相信只有一个缺失环节）。

### 原始人的发现
1887年至1895年期间，杜布瓦首先前往苏门答腊岛，然后到印度尼西亚的爪哇岛，在河流附近和洞穴里寻找潜在的地点。
1891年，杜布瓦发现了他所描述的 "介于人类和猿类之间的物种 "的遗骸。他把他的发现称为Pithecanthropus erectus（"直立的猿人"）或Java Man。今天，他们被归类为直立人。这些是在非洲或欧洲以外地区发现的第一批早期人类遗骸标本。在此期间，杜布瓦在中爪哇的Sangiran和东爪哇的Trinil等遗址进行了实地考察。

### 晚年
1897年，阿姆斯特丹大学授予杜布瓦植物学和动物学的荣誉博士学位，但他不得不等到1899年才获得教授职位。这一年，他被任命为地质学教授，这一职务并没有让他放弃解剖学的研究。他从1897年到1928年担任泰勒博物馆的古生物学、地质学和矿物学管理员，在那里保存着直立人的遗骸。
1919年，他成为荷兰皇家艺术与科学院的成员。
虽然科学界的舆论在20世纪20年代和30年代开始慢慢转向对他有利，但他还是于1940年愤然离世。

## 影响
根据宾夕法尼亚州立大学人类学兼职教授帕特希普曼的说法，杜布瓦是“在建立古人类学方面极具影响力的人。他不仅发现了化石。他以全新的方式分析它们。他将人类化石从这种背景中拉出来种族认同并将其推入进化背景，这是一场真正的革命。”
2002 年由NEAT计划发现的小行星206241 以他的名字 Dubois 命名。小行星中心于 2009 年 6 月 7 日发布了官方命名索引( MPC 66245 )。